# Bruce Ford
Bruce Singleton Ford (ur. 18 września 1954 w Victorii) – kanadyjski wioślarz, brązowy medalista olimpijski i trzykrotny medalista mistrzostw świata.

## Kariera
Wystartował na igrzyskach olimpijskich w Los Angeles w 1984, gdzie osada Kanady w składzie: Doug Hamilton, Mike Hughes, Phil Monckton i Bruce Ford zdobyła brązowy medal w czwórkach podwójnych. W finale A uplasowali się o 1,52 sekundy za osadą RFN i o 1,09 sekundy za osadą Australii. Na rozgrywanych cztery lata później igrzyskach olimpijskich w Seulu był dziesiąty w dwójkach podwójnych.
Był też czwarty w czwórkach podwójnych na mistrzostwach świata w Duisburgu (1983), gdzie walkę o podium Kanadyjczycy przegrali z Włochami o 1,54 sekundy.
Ponadto zdobył złote medale w dwójkach podwójnych na igrzyskach panamerykańskich w San Juan (1979) oraz na igrzyskach Wspólnoty Narodów w Edynburgu (1986). 
Kształcił się na Uniwersytecie Kolumbii Brytyjskiej i Uniwersytecie Simona Frasera, uzyskując dyplom z biologii. Po zakończeniu kariery został biologiem środowiskowym.